# Mittitjärnen (Åre socken, Jämtland)
Mittitjärnen är en sjö i Åre kommun i Jämtland och ingår i Indalsälvens huvudavrinningsområde.